# 斯塔夫基 (韋謝利諾韋區)
47°15′38″N 31°19′10″E / 47.26056°N 31.31944°E
斯塔夫基（烏克蘭語：Ставки），是烏克蘭南部的村莊，隸屬尼古拉耶夫州的沃茲涅先斯克區。該村始建於1833年，面積1.64平方公里，海拔高度90米，2001年人口611，人口密度每平方公里373人。